# Budine statue u Bamiyanu
Budine statue u Bamiyanu nalazile su se u dolini Bamiyan (Afganistan) na visini od oko 2.500 m. Dolina dijeli planine Hindukuša od "Koh-i-Baba" i nalazi se oko 230 km sjeverozapadno od Kabula. 2001. Talibani su ih uništili usprkos protestima iz cijelog svijeta. To su bile najveće statue uspravnog Bude na svijetu. Kulturni krajolik i arheološki ostaci doline Bamiyan su 2003. godine upisani na UNESCO-ov popis mjesta svjetske baštine u Aziji i Oceaniji i odmah su dospjele na popis ugroženih mjesta svjetske baštine.
Statue su isklesane u 6. stoljeću u crvenom pješčenjaku. Arheolozi smatraju, da se vrijeme nastajanja manja statua može datirati oko 500., a velike oko 550. godine. Manja je visoka oko 34,5 metara, a velika 55 m. O tome u literaturi postoje različiti podaci, što proizlazi iz korištenja različitih mjernih jedinica kao i različitih metoda mjerenja. Pretpostavlja se da se, skrivena pod zemljom, nalazi jedna još veća statua ležećeg Bude. Ta statua bi bila značajno više izložena atmosferskim utjecajima od onih u nišama stijena, pa bi vjerojatno bila i vrlo oštećena. Kineski redovnik Xuanzang (često i Hsuan-Tsang) je 632. god. na putu prema Indiji prošao dolinom Bamyan, i u svom izvještaju spominje da je u dolini vidio ležećeg Budu, navodeći da je bio dug oko 300 m. Prema nekim izvorima, stanovnici doline su, bojeći se njenog uništenja nakon propasti Sasanida u 7. stoljeću, statuu sakrili.

## Povijest
Statue su nastale pod utjecajem gandharske umjetnosti, koja se razvila u istoimenoj pokrajini na sjeverozapadu Indije. To područje razvilo se u značajno kulturno središte pod utjecajem kulture Indije na jugu, Kine na istoku i raznih naroda na zapadu i sjeverozapadu. Uz to, od sredine 1. stoljeća pr. Kr. ovdje se smjenjuju i različiti vladari, pa tako nakon perzijanaca Ahemenidske dinastije dolazi Aleksandar Veliki, zatim Baktri, Kuši i Bijeli Huni. Kad je područje Gandhare postalo dio indijske Mauryajske kraljevine, budizam se širi i postaje dominantan.
U vrijeme nastajanja statua Bude, područje je bilo pod vladavinom Bijelih Huna. Kralj Kaniška, koji je vladao područjem Bamiyana u 1. stoljeću, prihvatio je budizam i postavio osnove da dolina postane cilj redovnika i hodočasnika. Dolina se nalazila na putu od Baktrije do doline rijeke Kabul, na raskršću trgovinskih i hodočasničkih putova između Kine i prostora Perzije i Sredozemlja - što je južni ogranak puta svile, kao i najvažnijih cestovnih veza između Indije i trgovačkih središta središnje Azije, Samarkanda, Buhare i Taškenta. To je doprinijelo kako kulturnom, tako i materijalnom blagostanju regije što je omogućilo gradnju divovskih Budinih statua. Prema izvještaju Xuanzanga, statue su prvobitno bile presvučene zlatom i ukrašene dragim kamenjem. 
Duž puta svile u središnjoj Aziji nastala su brojna različito velika i značajna naselja, gradovi i carstva, koji su do prodora islama u ovo područje od 7. stoljeća bili obilježeni budizmom. Bamiyan je u 6. stoljeću bio jedan od većih budističkih centara gdje je živjelo više tisuća budističkih redovnika. U stijeni u koju su uklesane statue, nalazile su se isto tako uklesane spilje u kojima su redovnici živjeli i molili se, a bile su ukrašene bogatim freskama i štukaturama. Oko statua uklesani su hodnici i galerije. Jedan tim japanskih arheologa procjenio je broj tih stambenih spilja na 900. Jedna starija kronika navodi broj od 12.000 takvih spilja u cijelom području Bamiyana.
Kako je islam potiskivao budizam, statue su gubile na značenju i vrlo rano postaju cilj pljačke (ikonoklazam) jer predstavljanje likova ljudi nije bilo poželjno. Tako su statue prvo izgubile ukrase i nakit, zatim lica i ruke, između ostalog u pokušajima uništenja u 17. stoljeću. 
Bez obzira na to, do okupacije Sovjeta 1979. god. Bamiyan je bio značajno međunarodno turističko odredište. U vrijeme ratova koji su slijedili iza toga, plato na vrhu do 100 metara visokih stijena sa statuama bio je često predmet ogorčenih borbi, jer se s njega moglo dobro kontrolirati dolinu na jugu. Tako su se na tom položaju smjenjivale Sovjetske jedinice, mudžahedini i na kraju talibani. Spilje su korištene kao spremište za streljivo. U rujnu 1998. talibani su razorili lice manjeg Bude. U veljači i ožujku talibani su 28 dana uzalud pokušavali uništiti statue gađajući ih iz topova, tenkova i raketama. Nakon toga, po naređenju mule Muhameda Omara statue su minirane i 12. ožujka 2001. godine, razorene. 
Razaranje nisu uspjeli spriječiti brojne intervencije UNa i kako zapadnih tako i islamskih vlada i organizacija. Pored statua u Bamiyanu, uništeni su i gotovo svi budistički izlošci u Kabulskom muzeju. To je bilo nenadomjestivo blago rane budističke umjetnosti regije Gandhara od 1. stoljeća pr. Kr.

## Obnova
Danas ostaci leže u i ispred niša, koje su također oštećene, i prijeti opasnost da se i one uruše. O eventualnoj obnovi statua postoje kontroverzna mišljenja. Stanovnici tog područja izjašnjavaju se za njihovu obnovu. Restauriranje bi omogućilo da ostanu kulturni spomenik, a i poticalo bi turizam. Drugi smatraju da sve treba ostati tako kako je sad, da bude upozorenje, spomenik ljudskom barbarizmu.
Za sada nije donijeta konačna odluka, a timovi švicarskih i njemačkih stručnjaka prikupljaju, obrađuju i spremaju obrađene i identificirane dijelove statua u skladište ispred velike statue. 

## Vanjske poveznice
- teozofska stranica sa slikama  Arhivirana inačica izvorne stranice od 8. ožujka 2005. (Wayback Machine)
- Bude iz Bamyana i druge fotografije iz Afganistana
- Umjetnici o obnovi afganistanskih Buda. BBC News, 9. kolovoz 2005.
- "The Giant Buddhas" stranica na tri jezika (engleski, njemački, francuski) - film o uništenju divovskih statua. Autor Christian Frei, Švicarska (2005.).
- The Giant Buddhas u internetskoj bazi filmova IMDb-a
- "Svjetski apeli Talibanima da prestanu uništavati Budine statue"  Arhivirana inačica izvorne stranice od 24. prosinca 2007. (Wayback Machine). CNN, 3. ožujka 2001. (New York)